# کلوفیبریک اسید
کلوفیبریک اسید (به انگلیسی: Clofibric acid) با فرمول شیمیایی C۱۰H۱۱ClO۳ یک ترکیب شیمیایی با شناسه پاب‌کم ۲۷۹۷ است؛ که جرم مولی آن ۲۱۴٫۶۴۵ g/mol می‌باشد. شکل ظاهری این ترکیب، جامد زرد و سفید است.